# 姫路市立網干西小学校
姫路市立網干西小学校（ひめじしりつ あぼしにししょうがっこう）は、兵庫県姫路市網干区浜田にある公立小学校。

## 沿革
姫路市立網干小学校の児童数増加により1971年（昭和46年）、仮称「網干第二小学校」建設促進委員会が結成され開校に向けての準備が進められた。以下、公式サイト「沿革」による。
- 1976年（昭和51年）4月1日 - 姫路市立網干小学校から校区を分割し、開校。
- 1976年（昭和51年）5月28日 - 開校記念式挙行。以後、この日を開校記念日とする。
- 1990年（平成2年）3月7日 - 兵庫県警察本部長より安全委員会感謝状受賞。
- 1991年（平成3年）7月27日 - 中国・太原師範第二付属小学校と友好協定書を太原市で調印。

## 通学区域
- 網干区浜田・網干区興浜（姫路市立学校校区規則による。）

### 校区概要
揖保川と支流の中川に挟まれた三角州に位置する。小学校のすぐ西側には龍門寺がある。また浜手には西芝電機の工場が立地する。校区全域が姫路市立網干中学校の通学区域である。

### 交通アクセス
- 山陽電気鉄道網干線山陽網干駅から御津・室津方面行き神姫バス乗車、浜田口下車。

## 校区が隣接している学校
- 姫路市立網干小学校
- 姫路市立余部小学校
- たつの市立御津小学校